# إيجيديوس كافاليوسكاس
إيجيديوس كافاليوسكاس (بالليتوانية: Egidijus Kavaliauskas)‏ مواليد 29 يونيو 1988 في كاوناس، هو ملاكم محترف ليتواني يصنف ضمن فئة وزن الوسط بدأ مسيرته الاحترافية سنة 2013 حيث انتصر في نزاله الأول. شارك في دورة الألعاب الأولمبية الصيفية سنة 2008.

## إحصائيات
خاض خلال مسيرته 24 نزالا، فاز في 22 ولم يتعادل ولم يخسر. فاز بالضربة القاضية في 18 نزالا.

## روابط خارجية
- إيجيديوس كافاليوسكاس على موقع بوكس ريك (الإنجليزية) (registration required)
- إيجيديوس كافاليوسكاس على موقع اللجنة الأولمبية الدولية (الإنجليزية)
- إيجيديوس كافاليوسكاس على موقع أوليمبيديا (الإنجليزية)
- إيجيديوس كافاليوسكاس على موقع اللجنة الأولمبية الليتوانية (الليتوانية)